# Manhunt 2
Manhunt 2 — це відеогра від Rockstar Games, сіквел Manhunt. Розробка гри почалася в 2004 році і велася відділом Rockstar Games Rockstar London. Гра вийшла на платформах Wii, PlayStation 2 і PlayStation Portable 29 жовтня 2007 і листопаді 2009 для PC.
Спочатку вихід гри планували в липні, але був затриманий Take-Two Interactive через відмови видати грі рейтинг у Великій Британії, Італії і Ірландії і рейтингу «Adults Only» в Сполучених Штатах. Презентована Rockstar модифікована версія гри отримала від американської ESRB повторний рейтинг «Mature», що дозволило відбутися релізу 29 жовтня 2007 року в Північній Америці.